# Yoichi Akiba
Yoichi Akiba (秋葉 陽一 Akiba Yoichi?, nacido el 23 de noviembre de 1983 en Saitama) es un exfutbolista japonés. Jugaba de defensa y su último club fue el Mito HollyHock de Japón.

## Trayectoria

### Clubes
| Club           | País  | Año         |
| -------------- | ----- | ----------- |
| Yokohama FC    | Japón | 2006 - 2007 |
| Mito HollyHock | Japón | 2008        |

## Palmarés

### Títulos nacionales
| Título    | Club        | País  | Año  |
| --------- | ----------- | ----- | ---- |
| J2 League | Yokohama FC | Japón | 2006 |